# SummerSlam (2023)
SummerSlam (2023) – gala wrestlingu wyprodukowana przez federację WWE dla zawodników z brandów Raw i SmackDown. Odbyła się 5 sierpnia 2023 w Ford Field w Detroit w stanie Michigan. Emisja była przeprowadzana na żywo za pośrednictwem serwisu strumieniowego Peacock w Stanach Zjednoczonych i WWE Network na całym świecie oraz w systemie pay-per-view. Była to trzydziesta szósta gala w chronologii cyklu SummerSlam.
Na gali odbyło się dziewięć walk. W walce wieczoru, która była główną walką na SmackDown, Roman Reigns pokonał Jeya Uso w Tribal Combatcie broniąc Undisputed WWE Universal Championship i uznanie jako wódz plemienia Rodziny Anoaʻi. W innych ważnych walkach, Seth „Freakin” Rollins pokonał Finna Bálora broniąc World Heavyweight Championship, Bianca Belair pokonała broniącą tytuł Asukę i Charlotte Flair w triple threat matchu zdobywając WWE Women’s Championship ze SmackDown, po czym Iyo Sky wykorzystała swój kontrakt Money in the Bank i pokonała Belair zdobywając tytuł, Cody Rhodes pokonał Brocka Lesnara, Gunther pokonał Drew McIntyre’a broniąc WWE Intercontinental Championship z Raw oraz w walce otwierającej galę, Logan Paul pokonał Ricocheta.

## Produkcja i rywalizacje
SummerSlam oferowało walki profesjonalnego wrestlingu z udziałem wrestlerów należących do brandów Raw i SmackDown. Wyreżyserowane rywalizacje (storyline’y) były kreowane podczas cotygodniowych gal Raw i SmackDown. Wrestlerzy są przedstawieni jako heele (negatywni, źli zawodnicy i najczęściej wrogowie publiki) i face’owie (pozytywni, dobrzy i najczęściej ulubieńcy publiki), którzy rywalizują pomiędzy sobą w seriach walk mających budować napięcie. Kulminacją rywalizacji jest walka wrestlerska lub ich seria.

### Cody Rhodes vs. Brock Lesnar
Na Raw po WrestleManii 39, Brock Lesnar brutalnie zaatakował Cody’ego Rhodesa, zanim obaj mieli wziąć udział w pojedynku tag team. Doprowadziło to do walka na Backlash, którą Rhodes wygrał. Rewanż miał miejsce na Night of Champions, który Lesnar wygrał, powodując, że Rhodes stracił przytomność po poddaniu Kimura Lock. 29 maja na odcinku Raw, kiedy remisowali 1:1 i fakt, że Rhodes się nie poddał, Rhodes rzucił Lesnarowi otwarte wyzwanie na dowolny czas. Lesnar powrócił 3 lipca, gdzie bił się z Rhodesem. W następnym tygodniu, Rhodes wyzwał Lesnara na trzecią walkę na SummerSlam. Po zaciekłym ataku na Rhodesa w następnym odcinku, Lesnar przyjął wyzwanie.

### Seth „Freakin” Rollins vs. Finn Bálor
Na Money in the Bank, Seth „Freakin” Rollins z powodzeniem obronił mistrzostwo świata wagi ciężkiej przeciwko Finnowi Bálorowi po tym, jak kolega ze stajni Bálora Judgement Day, Damian Priest, który wcześniej tej nocy wygrał męski Money in the Bank ladder match, przypadkowo go rozproszył. Na następnym odcinku Raw, w pojedynku pomiędzy Rollinsem a "Dirty" Dominikiem Mysterio z Judgement Day, wtrącił się Priest, a Rollins wygrał walkę poprzez dyskwalifikację. Następnie Priest próbował wykorzystać swój kontrakt Money in the Bank, ale pojawił się Bálor i zaatakował Rollinsa, co kosztowało Priesta jego szansę, co spowodowało pewne nieporozumienia pomiędzy Bálorem a Priestem. W następnym tygodniu, kłótnie pomiędzy Bálorem a Priestem trwały nadal, ale później obaj zgodzili się, że Bálor powinien jako pierwszy otrzymać walkę o tytuł. Później na tym odcinku, Judgement Day pokonali drużynę Rollinsa w sześcioosobowym tag team matchu. Na odcinku z 17 lipca, Bálor wyzwał Rollinsa na rewanż o mistrzostwo, ale Rollins odmówił, stwierdzając, że mogą rozstrzygnąć spory tej nocy bez tytułu. Gdy Bálor miał już odejść, zamiast tego zaciekle zaatakował Rollinsa. Później walka pomiędzy nimi o mistrzostwo świata wagi ciężkiej zaplanowano na SummerSlam.

### Asuka vs. Bianca Belair vs. Charlotte Flair
Na Night of Champions, Asuka pokonała Biankę Belair i wygrała mistrzostwo kobiet Raw, kończąc rekordowe panowanie Belair po 420 dniach. 9 czerwca na odcinku SmackDown, Asuka otrzymała nowy pas mistrzowski, a tytuł powrócił do swojej pierwotnej nazwy WWE Women’s Championship. Przed prezentacją WWE official Adam Pearce poprosił Belair, aby nie przeszkadzała, stwierdzając, że jest w kolejce do rewanżu. Jednak Charlotte Flair, w swoim pierwszym występie od pierwszej nocy WrestleManii 39, przerwała i wyzwała Asukę na walkę o tytuł. Asuka zgodziła się, ku wielkiemu przerażeniu Belair, która czuła, że najpierw zasługuje na rewanż. Walka o tytuł została zaplanowana na odcinek z 30 czerwca. Belair oglądała walkę z pierwszego rzędu, a Flair przypadkowo ją uderzyła. To rozwścieczyło Belair, która zaatakowała Asukę, kończąc walkę zwycięstwem Asuki poprzez dyskwalifikację. Następnie Belair wykonała Kiss of Death na Asuce i Flair na stole komentatorskim. Walka o tytuł pomiędzy Asuką i Belair została zaplanowana na odcinek z 14 lipca. Przed walką Belair i Flair zgodziły się, że jeśli Belair wygra, postawi tytuł na szali przeciwko Flair na SummerSlam. Jednak podczas walki Flair przypadkowo uderzyła Belair po tym, jak Bayley i zwyciężczyni żeńskiego Money in the Bank ladder matchu, Iyo Sky z Damage CTRL, próbowały przeszkodzić. W wyniku działań Flair, Belair wygrała walkę poprzez dyskwalifikację, a tym samym tytuł nie przeszedł z rąk do rąk. 21 lipca, na SummerSlam ogłoszono Triple threat match pomiędzy Asuką, Belair i Flair o WWE Women’s Championship.

### Roman Reigns vs. Jey Uso
Podczas Night of Champions, podczas walki The Bloodline (Roman Reigns i Solo Sikoa) o niekwestionowane mistrzostwo WWE Tag Team, The Usos (Jey Uso i Jimmy Uso) wtrącili się i nieumyślnie uderzyli Sikoa. Po tym, jak Reigns popchnął obu Usos, Jimmy zaatakował Reignsa, opuszczając The Bloodline, co z kolei kosztowało Reignsa i Sikoa walkę o mistrzostwo. Jey opuścił również Bloodline 16 czerwca na odcinku SmackDown, gdzie zaatakował Reignsa i Sikoę, decydując się stanąć po stronie Jimmy’ego. Doprowadziło to do „Bloodline Civil War” tag team matchu na Money in the Bank, gdzie The Usos pokonali Reignsa i Sikoa, a Jey przypiął Reignsa – po raz pierwszy Reigns został przypięty od TLC: Tables, Ladders & Chairs w grudniu 2019 roku. Na następnym odcinku SmackDown, odbył się proces Reignsa. Reigns udawał, że nie chce już być wodzem plemienia i uderzył Jeya low blowem. Jimmy następnie zaatakował Reignsa, dopóki Sikoa go nie wyrzucił i brutalnie zaatakował, a Jimmy został zabrany do szpitala. Później tej nocy, Jey brutalnie zaatakował Reignsa i Sikoę stalowym krzesłem, po czym rzucił wyzwanie Reignsowi o niekwestionowane mistrzostwo WWE Universal. W następnym tygodniu, Jey rozmawiał o wzajemnych relacjach swojej rodziny, zanim przerwał mu Sikoa i specjalny doradca Reignsa, Paul Heyman, który powiedział, że Reigns spotka się z Jeyem w następnym tygodniu, aby omówić „zasady zaręczyn”. Tam zdecydowano, że Reigns będzie bronił niekwestionowane mistrzostwo WWE Universal przeciwko Jeyowi w anything goes matchu o nazwie „Tribal Combat”, w którym oprócz mistrzostw zwycięzca zostanie uznany za wodza plemienia rodziny Anoaʻi. To wraca do początku czasów Reignsa jako mistrza uniwersal, gdzie pokonał Jeya w Hell in a Cell „I Quit” matchu i zmusił Jeya do uznania go za „głowę stołu”.

### Logan Paul vs. Ricochet
Na Royal Rumble w styczniu, Logan Paul i Ricochet byli uczestnikami męskiego Royal Rumble matchu. Podczas walki obaj byli zaangażowani w high spot, w którym obaj jednocześnie wykonali na sobie springboard clothesline’ny z przeciwnych stron ringu i zderzyli się w powietrzu, co stało się viralem w mediach społecznościowych. Po kilku miesiącach, obaj ponownie doszli do bójki w męskim Money in the Bank ladder matchu na Money in the Bank, gdzie Ricochet wykonał springboard Spanish fly na Paulu przez dwa stoły poza ringiem, zabierając obu za pozostała część meczu. Później za kulisami, Paul zaatakował Ricocheta za to, że kosztował go walkę. Następnie Ricochet zaprosił Paula, aby spotkał się z nim twarzą w twarz 10 lipca na odcinku Raw, gdzie wyzwał Paula na pojedynek na SummerSlam, ale Paul odrzucił wyzwanie. Paul po raz kolejny przyjął zaproszenie Ricocheta na spotkanie z nim 24 lipca, gdzie Paul zaatakował Ricocheta od tyłu, a następnie przyjął jego wyzwanie na walkę na SummerSlam.

### Gunther vs. Drew McIntyre
Drugiej nocy WrestleManii 39, Gunther z powodzeniem obronił mistrzostwo Interkontynentalne w triple threat matchu, w którym uczestniczył także Drew McIntyre, który został przypięty. Następnie McIntyre miał przerwę na następne trzy miesiące. Po tym, jak Gunther z powodzeniem obronił swoje mistrzostwo na Money in the Bank, McIntyre niespodziewanie powrócił i walczył z Guntherem, wyjaśniając swoje intencje, że chce tytułu. McIntyre kontynuował feud z Imperium (Gunther, Ludwig Kaiser i Giovanni Vinci) przez kilka następnych tygodni, w tym pokonując Kaisera i Vinciego w pojedynku tag teamowym 10 lipca na odcinku Raw. W następnym odcinku, po swojej walce, Gunther zawołał McIntyre’a, a spotkanie twarzą w twarz pomiędzy nimi zaplanowano na następny odcinek. Tam McIntyre wyzwał Gunthera na walkę o jego mistrzostwo tej nocy, jednak Gunther odmówił, ale powiedział, że będzie bronił go przeciwko McIntyre’owi na SummerSlam, która została ogłoszona oficjalnie.

### Ronda Rousey vs. Shayna Baszler
Na Money in the Bank, Ronda Rousey i Shayna Baszler straciły mistrzostwo kobiet Tag Team WWE po tym, jak Baszler obróciła się przeciwko Rousey. Na następnym odcinku Raw, Rousey zawołała Baszler, która powiedziała, że była odpowiedzialna za sprowadzenie Rousey do WWE i chociaż musiała przejść przez system WWE, zaczynając od NXT, Rousey pominęła ten proces i miała swój debiutancką walkę na WrestleManii 34. Baszler powiedziała wtedy, że to ona może w końcu ją uciszyć, a potem pobiły się ze sobą. Po raz kolejny walczyły w następnym tygodniu, a 17 lipca Baszler wyzwała Rousey na ring, jednak odmówiła i powiedziała, że będzie z nią walczyć na SummerSlam. W następnym tygodniu, obie zgodziły się walczyć na SummerSlam, co zostało później potwierdzone. Na ostatnim Raw przed SummerSlam ogłoszono, że walka odbędzie się na zasadach Mixed Martial Arts (MMA).

### SummerSlam Battle Royal
28 lipca na odcinku SmackDown, ogłoszono, że w ramach wzajemnej promocji ze Slim Jim na gali odbędzie się SummerSlam Battle Royal, w którym wezmą udział wrestlerzy płci męskiej zarówno z Raw, jak i SmackDown. Po kłótni między Sheamusem i LA Knightem, WWE Official, Adam Pearce, wymienił tę dwójkę jako pierwszych uczestników.

## Gala
| Rola:                           | Osoba:                |
| ------------------------------- | --------------------- |
| Komentatorzy angielskojęzyczni  | Michael Cole          |
| Komentatorzy angielskojęzyczni  | Wade Barrett          |
| Komentatorzy hiszpańskojęzyczni | Marcelo Rodriguez     |
| Komentatorzy hiszpańskojęzyczni | Jerry Soto            |
| Spikerzy                        | Mike Rome (SmackDown) |
| Spikerzy                        | Samantha Irvin (Raw)  |
| Sędziowie                       | Danilo Anfibio        |
| Sędziowie                       | Jason Ayers           |
| Sędziowie                       | Shawn Bennett         |
| Sędziowie                       | Jessika Carr          |
| Sędziowie                       | Dan Engler            |
| Sędziowie                       | Daphne Lashaunn       |
| Sędziowie                       | Eddie Orengo          |
| Sędziowie                       | Chad Patton           |
| Sędziowie                       | Rod Zapata            |
| Ankieterka                      | Cathy Kelley          |
| Panel Pre-show                  | Kayla Braxton         |
| Panel Pre-show                  | Jackie Redmond        |
| Panel Pre-show                  | Peter Rosenberg       |
| Panel Pre-show                  | Booker T              |
| Panel Pre-show                  | Wade Barrett          |

### Główne show
Pay-per-view rozpoczęło się, gdy Logan Paul zmierzył się z Ricochetem. Podczas walki Paul i Ricochet wykonali przy ringu Spanish Fly. Po powrocie na ring Paul wykonał standing moonsault na Ricochetie na nearfall. Ricochet wykonał swinging neckbreaker na Paulu z górnej liny. Ricochet podjął próbę shooting start pressu na Paula z górnej liny, jednak Paul uniósł kolana, aby ominąć ten manewr. Paul wykonał springboard frog spalsh na Ricocheta na nearfall. W kulminacyjnym momencie menedżer Paula Jeff Levin położył kastet na kostkach Paula, a Paul wykonał Right Hand na Ricochetcie, aby wygrać walkę.
Następnie Cody Rhodes walczył z Brockiem Lesnarem. Rhodes zaatakował Lesnara na początku walki, jednak Lesnar odpowiedział Suplexem na Rhodesa. Chociaż Rhodes powrócił do ofensywy, Lesnar s
skontrował i zdominował Rhodesa. Następnie Lesnar wyrzucił Rhodesa z ringu w celu wygrania przez liczenie, jednak Rhodes dwukrotnie złamał liczenie, co rozwścieczyło Lesnara. Następnie Lesnar drwił z Rhodesa i wielokrotnie wyrzucał Rhodesa z ringu tylko po to, aby Rhodes przełamał liczenie. Następnie Lesnar wykonał F-5 na Rhodesie przy ringu, który złamał wyliczenie na dziewięciu. Następnie Lesnar wykonał F-5 na stół komentatorski, któremu jednak udało się przełamać wyliczenie na dziewięciu. Następnie Lesnar wykonał German Suplex na Rhodesie. Gdy Rhodes próbował zaatakować Lesnara stalowymi schodami, Lesnar strącił stalowe schody z Rhodesa i zaatakował go, jednak Rhodes ostatecznie przymocował Lesnara schodami i wykonał Cross Rhodes na Lesnarze na nearfall. Lesnar założył Kimura Lock na Rhodesie, któremu udało się dotrzeć do lin ringowych. Gdy Lesnar próbował wykonać F-5, Rhodes odpowiedział i posłał Lesnara w odsłonięty narożnik i założył na niego własny Kimura Lock, który Lesnarowi udało się skontrować. Ostatecznie Lesnar próbował wykonać F-5 na Rhodesie, jednak Rhodes skontrował w trzy Cross Rhodesy na Lesnarze i wygrał walce. Po walce Lesnar pochwalił Rhodesa.
Potem był Slim Jim SummerSlam Battle Royal. W końcowych momentach LA Knight wyeliminował Sheamusa i wygrał walkę.
W czwartej walce Shayna Baszler walczyła z Rondą Rousey w MMA Rules matchu. W końcowych momentach Baszler założyła Kirafuda Clutch na Rouseyu która straciła przytomność, aby wygrać walkę.
Następnie Gunther bronił mistrzostwo Interkontynentalne przeciwko Drew McIntyre’owi. Obaj wrestlerzy wcześnie wylądowali w ringsidzie. Gunther podniósł McIntyre’a, porzucił go najpierw na stalowe schody i zaczął po nim skakać. McIntyre chciał wykonać Claymore, ale Gunther uchylił się. Gunther kopnął McIntyre’a w róg. Gunther przygotował się do powerbombu, ale McIntyre wymknął się i zaatakował Gunthera. McIntyre upuścił Gunthera za Future Shock DDT na nearfall. McIntyre przygotował się na kolejnego Claymore’a, ale Gunther wytoczył się poza ring. McIntyre wykonał flip dive w stronę Gunthera, a następnie wrzucił go z powrotem na ring. McIntyre odliczał czas do finishera, ale Gunther uderzył go dropkickiem. Gunther wykonał powerbomb na McIntyrze na nearfall. Gunther wspiął się na szczyt i wykonał splash na McIntyrze na nearfall. Gunther chciał zchopować McIntyre’a, ale został zablokowany. McIntyre zchopował Gunthera, a potem zaczęli chopować dalej. McIntyre uchylił się przed jednym, a następnie przebiegł po linach i powalił Gunthera Claymorem na nearfall. McIntyre posadził Gunthera na górnym narożniku i dwukrotnie go zchopował. McIntyre podszedł do środkowej liny i przygotował się do ataku, który zablokował Gunther. Rzucali w siebie chopami. Gunther zepchnął McIntyre’a z lin, a McIntyre został przykuty na górnej linie. Gunther wykonał splash z górnej liny, a następnie wykonał lariat i powerbomb na McIntyrze, aby zachować tytuł.
Następnie Seth „Freakin” Rollins bronił mistrzostwo świata wagi ciężkiej przeciwko Finnowi Bálorowi. Bálor rzucił się na Rollinsa jeszcze przed gongiem. Sędzia rozdzielił ich, a następnie zarządził sygnał rozpoczęcia walki. Bálor od początku celował w lewe ramię Rollinsa. Rollins powalił Bálora falcon arrowem na nearfall. Bálor odbił się i uderzył Rollinsa w słupek ringowy. Bálor szykował się do Barricade Bombu, ale Rollins uniknął. Chwilę później Bálor wykonał to z powodzeniem. Bálor wtoczył Rollinsa z powrotem na ring i powalił go sling blade clotheslinem. Bálor wykonał odwrócony DDT na nearfall. Bálor założył na Rollinsie armbar, ale Rollins wykonał dwa buckle bomby, po których nastąpił top rope splash na nearfall. Rollins przygotował się do Stompu, ale Bálor uniknął go i wykonał standing double stomp. Bálor wykonał shoutgun dropkick na Rollinsie. Bálor wspiął się na szczyt, aby wykonać finisher, ale Rollins przerwał mu superplexem. Rollins chciał kontynuować swoją zwykłą falcon arrowem, ale Bálor przypiął go na nearfall. Bálor powalił Rollinsa i zdecydował się na Coup De Grâce, ale Rollins tego uniknął. Rollins wykonał Pedigree na nearfall. Dominik Mysterio i Rhea Ripley przeskoczyli barykadę i odwrócili uwagę sędziego. Damian Priest zaoferował Bálorowi walizkę Money in the Bank, ale Bálor odmówił. Rollins zrzucił Priesta z fartucha. Bálor próbował zroll-upować Rollinsa, który wymknął się i wykonał Stomp na nearfall. Rollins obalił Priesta skacząc z najwyższej liny, a następnie Mysterio przy ringu. Po powrocie na ring Bálor uderzył sling blade clothesline, a następnie wykonał Coup De Grâce na neaefall. Chwilę później Priest położył walizkę do ringu. Priest podszedł do fartucha i odwrócił uwagę sędziego. Bálor sięgnął po walizkę, ale Rollins wykonał Stomp na Bálorze, aby zachować tytuł.
W przedostatniej walce Asuka broniła mistrzostwo kobiet WWE przeciwko Biance Belair i Charlotte Flair. Belair jednocześnie zaatakowała Asukę DDT, wykonując neckbreaker na Asuce. Belair wykonała kip upa następnie wykonała moonsault, ale obie przeciwniczki podniosły kolana. Asuka założyła na Flair Asuka Lock. Belair wykonała standing moonsault, aby przełamać dźwignię. Flair posłała Asukę i Belair na podłogę, a potem wykonała moonsault. Kiedy Flair wstała, Asuka kopnęła ją. Asuka wciągnęła Flair z powrotem na ring, zeskoczyła z lin i wbiła głowę Flair w matę. Asuka przypięła ją, ale Belair wróciła, żeby przerwać pin. Belair podniosła Asukę na KOD, ale Asuka niezdarnie wymknęła się i wylądowała na fartuchu. Flair zrzuciła Asukę z fartucha. Belair chciała wykonać KOD na Flair, ale ona się wymknęła. Belair powaliła Flair. Asuka wyrzuciła Belair na podłogę, a następnie przypięła Flair na nearfall. Asuka założyła armbar na Flair, która próbowała przerwać dźwignię, ale bezskutecznie. Belair wróciła i powaliła Flair sit-out powerbombem. Asuka założyła na Belair Asuka Lock. Flair przerwała przypinając Belair, gdy ta była na Asuce na nearfall. Flair kopnęła Asukę big bootem. Flair wbiła twarz Belair w środkowy narożnik i wykonała top rope moonsault z górnej liny na obie przeciwniczki na nearfall. W końcowych momentach, Flair przerzuciła Belair przez górną linę, a Belair wylądowała na stalowych schodach i udawała ból kolana. Asuka powaliła Flair backslidem w tył na nearfall. W tym samym czasie trenerzy i sędziowie pomogli Belair opuścić teren wokół ringu. W ringu Flair wykonała na Asuce spear na nearfall. Flair założyła na Asucę Figure Eight. Belair wróciła na ring i wykonała 450 splash na Flair na nearfall. Belair unikała ataków, a następnie zdecydowała się na KOD, ale Flair wyrolowała się. Flair natychmiast założyła Figure Eight. Asuka wróciła na ring i dmuchnęła mgłą w twarz Flaira. Asuka chciała kopnąc Belair, ale uniknęła tego, a następnie przypięła Asukę inside cradlem, aby zdobyć tytuł.
Po walce Iyo Sky biegła z kontraktem Money in the Bank. Bayley poszła za nią i wzięła od niej walizkę, po czym uderzyła nią Asukę i Flair. Bayley próbowała uderzyć nią Belair, ale uniknęła tego. Sky podniosła walizkę i uderzyła nią Belair, a ona wykorzystała ją. Aby zdobyć tytuł, Sky wykonała Over the Moonsault. Po walce Dakota Kai dołączyła do Bayley i świętowała ze Sky na ringu podczas jej pierwszego występu w WWE od czasu, gdy zerwała więzadło krzyżowe.

### Walka wieczoru
W walce wieczoru Roman Reigns (wraz z Paulem Heymanem) obronił niekwestionowane mistrzostwo WWE Universal i uznanie za wodza plemienia Rodziny Anoaʻi przeciwko Jeyowi Uso w Tribal Combat. Reigns od początku dominował. Jey walczył z powrotem i zclothesline’ował Reignsa przez górną linę, a następnie wykonał suicide dive na Reignsie. Reigns doszedł do siebie i zaatakował Jeya. Po powrocie na ring Reigns uderzył Jeya tyłem głowy w środkowy narożnik. Reigns upadł na podłogę i uderzył Jeya kopnięciem Drive By, po czym wrócił na ring i przypiął Jeya na nearfall. Reigns chwycił kij do kendo i chciał go uderzyć, ale Jey przerwał mu ciosem. Reigns pchnął Jeya w róg, po czym uderzył go kilkoma clothesline’nami i uderzeniami. Jey uderzał Reignsa powtarzającymi się uderzeniami z kija do kendo, aż kij się złamał i powalił go na podłogę, a następnie uderzył go flip divem. Jey wspiął się na górę i zanurkował w Reignsa, który złapał go w Superman Punch na nearfall. Jey zebrał się i uderzył Reignsa top rope splashem na nearfall. Jey zdominował Reignsa i uderzył go wieloma uderzeniami krzesłem. Jey podszedł do ringu i wrzucił kilka krzeseł na ring, a oni wrócili na ring i ustawili się do superplexu na krzesła, ale Reigns zablokował to i strącił Jeya z lin headbuttem. Jey wstał i uderzył Reignsa enzuigirim, po czym od razu wrócił do lin. Reigns wślizgnął się pod Jeya, a następnie zrzucił go na kilka krzeseł na nearfall. Reigns zszedł na podłogę, wyciągnął kolejny stół, wsunął go do ringu i podniósł Jeya z zamiarem przerzucenia go przez inny stół ustawiony przy ringu, ale Jey wymknął się na fartuch. Reigns wbiegł po linach, ale Jey złapał go kopnięciem z fartucha i próbował podnieść Reignsa, ten jednak szturchnął go łokciem. Jey chwycił go i położył na ramionach, po czym upadł do tyłu i obaj mężczyźni rozbili stół na podłodze. Jey wyciągnął spod pierścienia skórzany pasek i uderzył nim Reignsa. Solo Sikoa pojawił się i uderzył Jeya, który upuścił Reignsa. Sikoa oczyścił stół, a następnie wykonał Uranage Slam, aby przebić Jeya przez stół, po czym sprowadził go z powrotem na ring i wykonał kolejny Uranage Slam. Reigns chciał wykonać spear, ale Jey uniknął tego i wciągnął Sikoę w spear. Jey wykonał swój własny spear na Reignsie na nerafll.
W końcowych momentach, gdy Reigns upadł na podłogę, Jey podążył za nim z krzesłem, ale Sikoa złapał Jeya superkickiem. Po tym, jak Reigns skinął na Sikoę, aby pomógł mu wstać, Jey wykonał spear na Reignsie przez barykadę. Sikoa próbował wrzucić Jeya w stół komentatorski, ale Jey się wymknął. Jey superkicknął Sikoę, który wylądował na stole. Jey podszedł do barykady i położył Sikoę przez stół. Jey sprowadził Reignsa z powrotem na ring i wykonał spear, a on wszedł na górę i wykonał na Reignsie splash. Jey przypiął Reignsa, ale został wyciągnięty z ringu przez zakapturzonego mężczyznę. Zakapturzonym mężczyzną okazał się być Jimmy Uso, który superkicknął Jeya, a następnie wrzucił go z powrotem na ring. Reigns wykorzystał szansę i wykonał na Jeyu spear przez stół ustawiony w rogu ringu, aby zachować tytuł i uznanie wodza plemienia.

## Wyniki walk
| Nr                                 | Wyniki                                                                | Stypulacje                                                                                         | Czas  |
| ---------------------------------- | --------------------------------------------------------------------- | -------------------------------------------------------------------------------------------------- | ----- |
| 1                                  | Logan Paul pokonał Ricocheta poprzez pinfall                          | Singles match                                                                                      | 18:00 |
| 2                                  | Cody Rhodes pokonał Brocka Lesnara poprzez pinfall                    | Singles match                                                                                      | 17:35 |
| 3                                  | LA Knight wygrał eliminując jako ostatniego Sheamusa                  | 25-osobowy Slim Jim SummerSlam Battle Royal                                                        | 11:15 |
| 4                                  | Shayna Baszler pokonała Rondę Rousey poprzez techniczne poddanie      | MMA Rules match                                                                                    | 7:30  |
| 5                                  | Gunther (c) pokonał Drew McIntyre’a poprzez pinfall                   | Singles match o WWE Intercontinental Championship                                                  | 13:40 |
| 6                                  | Seth „Freakin” Rollins (c) pokonał Finna Bálora poprzez pinfall       | Singles match o World Heavyweight Championship                                                     | 18:30 |
| 7                                  | Bianca Belair pokonała Asukę (c) i Charlotte Flair poprzez pinfall    | Triple threat match o WWE Women’s Championship                                                     | 20:45 |
| 8                                  | Iyo Sky (z Bayley) pokonała Biancę Belair (c) poprzez pinfall         | Singles match o WWE Women’s Championship Sky wykorzystała swój kontrakt Money in the Bank.         | 0:08  |
| 9                                  | Roman Reigns (c) (z Paulem Heymanem) pokonał Jeya Uso poprzez pinfall | Tribal Combat o Undisputed WWE Universal Championship i uznanie jako wódz plemienia Rodziny Anoaʻi | 36:05 |
| (c) – mistrz/mistrzyni przed walką |                                                                       | |       |

1. ↑  Kolejność eliminacji: Apollo Crews, JD McDonagh, Rick Boogs, Otis, Ivar, Erik, Shinsuke Nakamura, Tommaso Ciampa, Cameron Grimes, Austin Theory, Santos Escobar, Giovanni Vinci, Ludwig Kaiser, Ridge Holland, Butch, Matt Riddle, Omos, The Miz, Grayson Waller, Karrion Kross, Chad Gable, Bronson Reed, AJ Styles i Sheamus.